# Luénoufla
Luénoufla – miasto w Wybrzeżu Kości Słoniowej, w dystrykcie Sassandra-Marahoué, w regionie Haut-Sassandra, w departamencie Daloa.